# 1965-ös magyar öttusabajnokság
Az 1965-ös magyar öttusabajnokságot augusztus 7. és 11. között rendezték meg. A viadalt Balczó András nyerte meg, akinek ez volt a negyedik egyéni bajnoki címe. A csapatversenyt a Bp. Honvéd nyerte. A lovaglást Mosonmagyaróváron rendezték.

## Eredmények

### Férfiak

#### Egyéni
| Hely | Név              | Klub          | Eredmény |
| ---- | ---------------- | ------------- | -------- |
| 1.   | Balczó András    | Csepel SC     | 5072     |
| 2.   | Móna István      | Bp. Honvéd    | 4995     |
| 3.   | Török Ferenc     | Bp. Honvéd    | 4974     |
| 4.   | Szaniszló József | Bp. Honvéd    | 4951     |
| 5.   | Móczár István    | Bp. Honvéd    | 4790     |
| 6.   | Varga Pál        | Újpesti Dózsa | 4752     |
| 7.   | Török Ottó       | Bp. Honvéd    | 4540     |
| 8.   | Papp Ferenc      | MAFC          | 4505     |
| 9.   | Sárfalvi Béla    | Csepel SC     | 4463     |
| 10.  | Deák Ferenc      | Újpesti Dózsa | 4462     |

#### Csapat
| Hely | Név                                        | Klub           | Eredmény |
| ---- | ------------------------------------------ | -------------- | -------- |
| 1.   | Török Ferenc, Móna István, Török Ottó      | Bp Honvéd I.   | 14 509   |
| 2.   | Móczár István, Gruber, Szaniszló József    | Bp. Honvéd II. | 13 894   |
| 3.   | Sárfalvi Béla, Bodnár János, Balczó András | Csepel SC      | 13 883   |